# Hubert Spiegel
Hubert Spiegel (* 11. Dezember 1962 in Essen) ist ein deutscher Journalist und Literaturwissenschaftler.

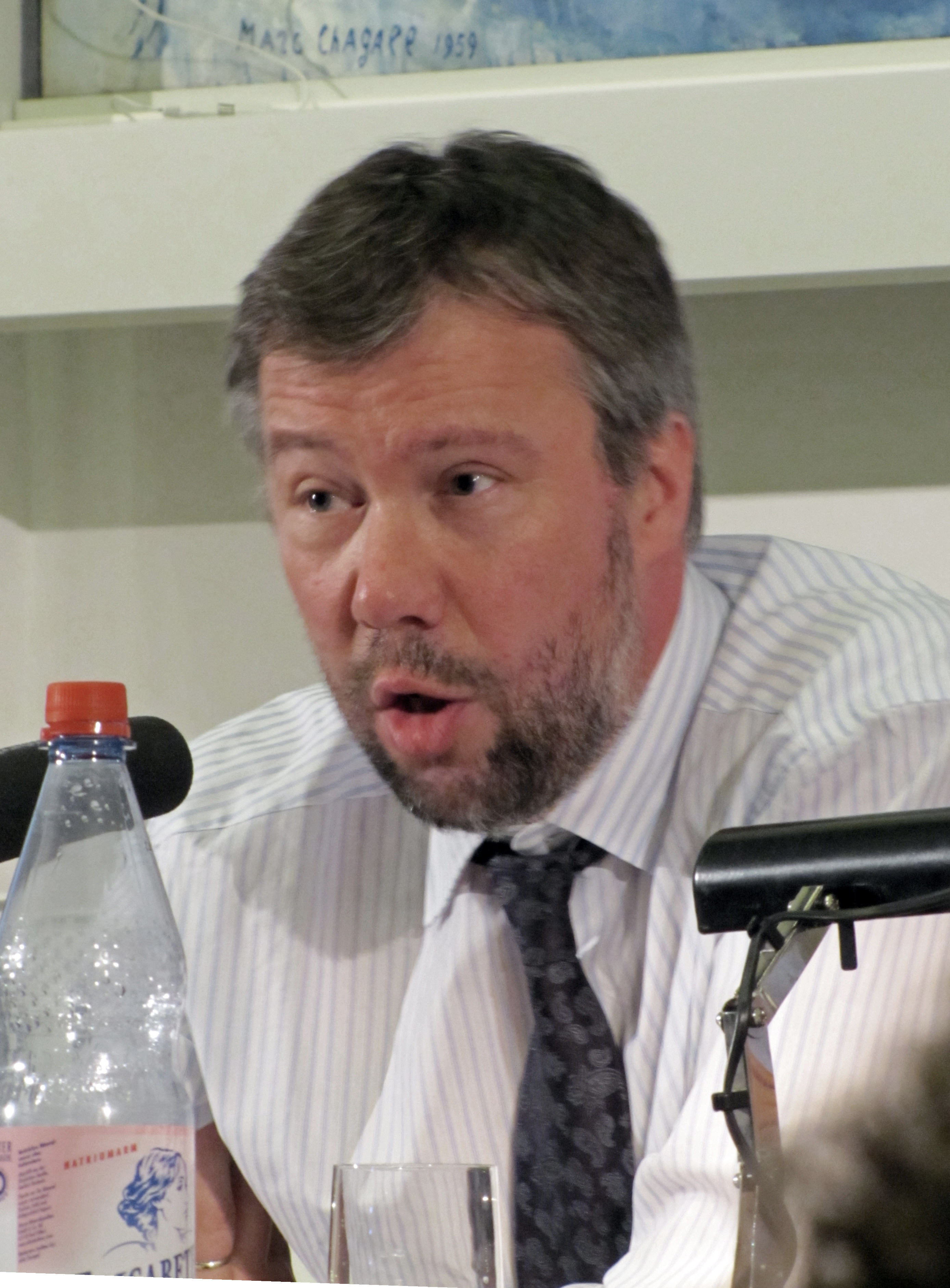
Hubert Spiegel 2011

## Leben
Spiegel studierte Soziologie, Politikwissenschaft, Germanistik und Geschichte in Tübingen und Freiburg. Ins Feuilleton der Frankfurter Allgemeinen Zeitung (FAZ) führte ihn 1988 eine dreimonatige Hospitanz. Es folgten eine ständige freie Mitarbeit, etliche Theaterkritiken und nach dem Examen 1991 die Kulturberichterstattung aus Baden-Württemberg. Seit Oktober 1993 ist Spiegel Redakteur im Feuilleton der FAZ. 2001 übernahm er die Leitung des Ressorts Literatur und literarisches Leben, die er Ende 2008 wieder abgab. Seitdem widmet er sich als Deutschland-Korrespondent des Feuilletons den unterschiedlichsten Themen. Er ist verantwortlich für die 1974 von Marcel Reich-Ranicki begründete „Frankfurter Anthologie“, die er für internationale Lyrik in deutscher Übersetzung öffnete.
Spiegel war Gastdozent an den Universitäten in Marburg und Jena und Gastprofessor an der Universität Göttingen. Im Jahr 2008 begründete er zusammen mit der Literaturkritikerin Ina Hartwig die Diskussionsreihe "Schöne Aussichten" am Literaturhaus Frankfurt, die seitdem vom Hessischen Rundfunk in einer gekürzten Fassung gesendet wird. Als Juror war und ist er an der Vergabe zahlreicher Literaturpreise beteiligt. Er ist Herausgeber der Bände „Welch ein Leben. Marcel Reich-Ranickis Erinnerungen“, „Lieber Lord Chandos. Antworten auf einen Brief“, „Mein Lieblingsbuch“, „Begegnungen mit Marcel Reich-Ranicki“ und „Kafkas Sätze“. 
Seit 2017 ist Hubert Spiegel – gemeinsam mit der Kritikerin Kristina Maidt-Zinke und dem Lektor Florian Kessler – festes Mitglied des Lyrischen Quartetts im Lyrik Kabinett München.

## Auszeichnung
- 2005: Alfred-Kerr-Preis für Literaturkritik